# Kırıkkale (provincie)
Kırıkkale is een provincie in Turkije. De provincie is 4365 km² groot en heeft 283.53 inwoners (2024). De hoofdstad is het gelijknamige Kırıkkale

## Bestuurlijke indeling

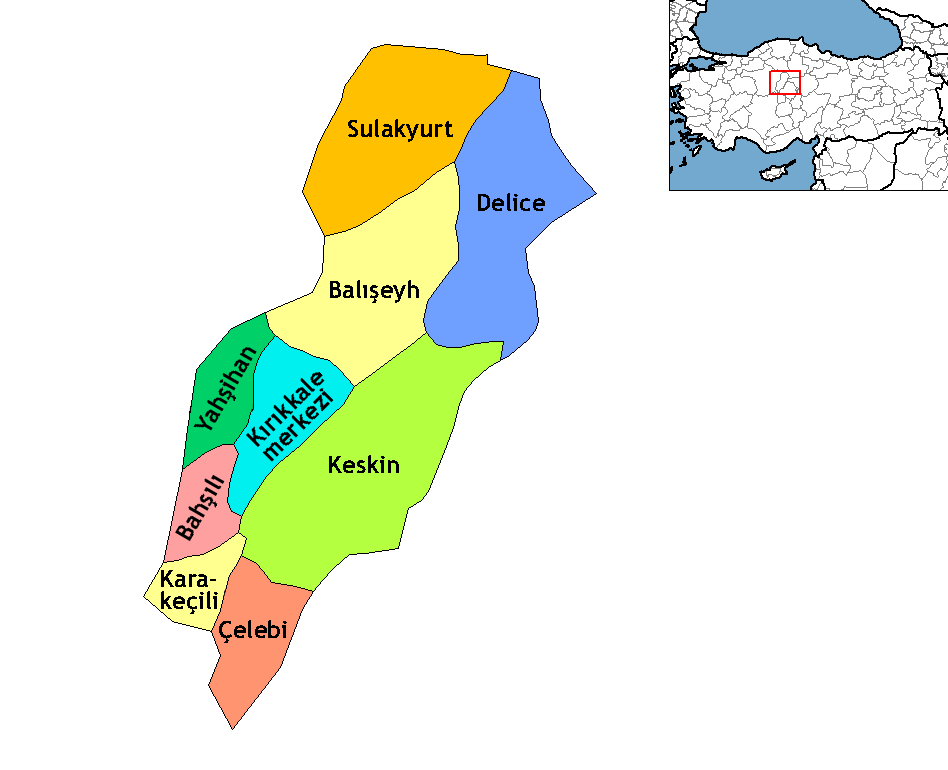
Districten van Kırıkkale

### Districten
De provincie bestaat uit de volgende 9 districten:
| - Bahşılı - Balışeyh - Çelebi | - Delice - Karakeçili - Keskin | - Kırıkkale - Sulakyurt - Yahşihan |